# 公民权利和政治权利国际公约第一任择议定书

《公约》的第一《任择议定书》的缔约方和签署方:
缔约方
签署方但未批准
未签署也未批准

《〈公民权利和政治权利国际公约〉任择议定书》（英語：Optional Protocol to the International Covenant on Civil and Political Rights，ICCPR-OP1）是为《公民权利和政治权利国际公约》建立申诉与调查机制的国际条约，于1966年12月16日由联合国大会通过，于1976年3月23日正式生效。截至2020年5月，《第一议定书》有117国签署并批准，另有35国签署。